# 豪族
豪族（ごうぞく）とは、国家や諸侯などの広域政権の領域の内部に存在し、ある地方において多くの土地や財産や私兵を持ち一定の地域的支配権を持つ一族のこと。地域的支配権の源泉は自分自身の所有する財産や武力であり、広域政権の権威を権力の源泉とする地方官は豪族とは呼ばれない。ただし地方官と豪族は排他的なカテゴリーではなく、同一人物が双方を兼ねたり、カテゴリー間を移行したりする例は多くある。広域政権側が政権安定のために豪族層の政権内への取り込みを行ったり、逆に広域政権の支配力が弱まったりすると地方官が豪族化することがあるからである。

## 日本史の用語
豪族とは本来は「勢力のある一族」、「有力な一族」という一般的な意味で使われる語である。
これに対し、日本の歴史学界では、古墳時代・飛鳥時代頃までの地方の首長層、中央から派遣された在地勢力を特に豪族と呼ぶ。ただしこれは厳密に定義されたものではなく、慣用的なものである。
例えば、大伴氏、物部氏、葛城氏、蘇我氏、磯城氏、安曇氏、多治比氏、息長氏、県犬養氏、橘氏、吉備氏、紀氏、巨勢氏、平群氏、多氏、阿部氏、和邇氏、春日氏、乙瀬氏、十市氏、膳氏、和気氏、越智氏、中臣氏、大中臣氏、守部氏、穂積氏、佐伯氏、宇佐氏、尾張氏、曾禰氏、倭氏、出雲氏、忌部氏、三輪氏、賀茂氏、上毛野氏、下毛野氏、諏訪氏、金刺氏、久米氏、道氏、東漢氏、秦氏、百済氏、土師氏、三枝氏などがある。
これら豪族については、館・集落や祭礼施設など堀に囲まれた豪族居館跡が発掘されている（三ッ寺遺跡など）。大和朝廷は大王（おおきみ）を推戴する豪族、特に大和の中央豪族たちによる政権であり、大王位の継承を巡る争いは豪族たちの向背が興廃を左右した。

### 律令制以降
豪族の末裔は、律令制度の導入により、朝廷の任命する官僚による地方統治と中央豪族の宮廷貴族化が計られるとともに、ある者は政権の中枢を担う貴族となり、またある者は中央の官衙機構を担う中・下級の実務系の官人となった。
また地方で、民衆に対して古来の首長権の権威をもっていた地方豪族の多くは郡司層に姿を変えてゆき、中央から派遣される官僚である国司の監督下で地方統治を行った。こうして歴史的用語としての豪族の語は歴史記述の表舞台からは姿を消す。
なお次第に郡司層の権威は平安時代初期の社会変動とともに衰え、同時にそれに依存していた律令制の地方支配体制もほころびていく。代わって在地社会の民衆を直接把握して支配下に置いたのは、元郡司層や土着国司子弟などから成長し、田堵や負名の資格で大規模な農地経営を行うようになっていった富豪の輩、有力百姓階層であり、彼らを現地赴任国司の筆頭者たる受領が支配するようになっていく。

### 有力な一族の意味の語
「勢力のある一族」、「有力な一族」という一般的な意味で豪族という語が、歴史学界以外で用いられることがある。平安時代に登場した初期の武士は豪族的な性格を持っていた（平将門など）。
その後の時代の地頭や悪党、国人出自などの領主クラスの大名分の武家に対してしばしば使用される。戦国時代・安土桃山時代まで豪族と形容することもある。
なお江戸時代でも当時の地方の名士を兼ねた豪農などを豪族と呼ぶことがあった。